# Sugimoto Hiroyuki
Hiroyuki Sugimoto (sinh ngày 6 tháng 10 năm 1986) là một cầu thủ bóng đá người Nhật Bản.

## Sự nghiệp câu lạc bộ
Hiroyuki Sugimoto đã từng chơi cho Thespa Kusatsu và FC Gifu.